# Palacio de Arbaizenea
El Palacio de Arbaizenea  es un edificio palaciego situado en la localidad guipuzcoana de San Sebastián en el País Vasco, España. Forma parte de una sección del Parque de Arbaizenea.

## Características
El palacio, por cumplir con una tarea netamente residencial y asemejándose su estructura a la clásica de una casa, es nombrado comúnmente Casa-Palacio Arbaizenea.
El palacio se ubica en el cuadrante Noroeste del Parque de Arbaizenea y se encuentra muy cerca a otros recintos palaciegos, como el Palacio de Ayete.

## Propiedad
La propiedad del palacio así como de la extensión del parque que ocupa está en manos de la Casa de Alba, desde que ésta enlazó por matrimonio con la Casa de Sotomayor. Tras un acuerdo con el Ayuntamiento de San Sebastián en 2006, la extensión del parque privado en el que está situado el palacio se verá reducida a 2 hectáreas, destinándose el resto a parque público y a la construcción de viviendas.
- Datos: Q9054425